# Associazione Sportiva Cittadella 1989-1990
Questa voce raccoglie le informazioni riguardanti l'Associazione Sportiva Cittadella nelle competizioni ufficiali della stagione 1989-1990. 

## Rosa
| N. |                   | Ruolo | Calciatore        |
| -- | ----------------- | ----- | ----------------- |
|    | Italia (bandiera) | P     | Ezio Cavasin      |
|    | Italia (bandiera) | P     | Andrea Pierobon   |
|    | Italia (bandiera) | D     | Renzo Calzavara   |
|    | Italia (bandiera) | D     | Enrico Barichello |
|    | Italia (bandiera) | D     | Antonio Martino   |
|    | Italia (bandiera) | D     | Antonio Pierobon  |
|    | Italia (bandiera) | C     | Luca Carta        |
|    | Italia (bandiera) | C     | Riccardo Cecchin  |
|    | Italia (bandiera) | C     | Stefano Brotto    |
|    | Italia (bandiera) | C     | Silvio Busato     |

| N. |                   | Ruolo | Calciatore                    |
| -- | ----------------- | ----- | ----------------------------- |
|    | Italia (bandiera) | C     | Lago Fabio                    |
|    | Italia (bandiera) | C     | Renato Meneghetti             |
|    | Italia (bandiera) | C     | Giancarlo Pasinato (capitano) |
|    | Italia (bandiera) | C     | Emanuele Pierobon             |
|    | Italia (bandiera) | C     | Giovanni Pierobon             |
|    | Italia (bandiera) | C     | Carlo Pizzolon                |
|    | Italia (bandiera) | C     | Luca Segalina                 |
|    | Italia (bandiera) | A     | Rudy Baratto                  |
|    | Italia (bandiera) | A     | Fabrizio Bortoli              |
|    | Italia (bandiera) | A     | Enrico Sambo                  |

## Risultati

### Serie C2

#### Girone di andata
| 17 settembre 1989 1ª giornata | Cittadella | 0 – 0 | Palazzolo |  |

| 24 settembre 1989 2ª giornata | SPAL | 2 – 0 | Cittadella |  |

| 1º ottobre 1989 3ª giornata | Cittadella | 1 – 2 | Virescit Bergamo |  |

| 8 ottobre 1989 4ª giornata | Treviso | 3 – 0 | Cittadella |  |

| 15 ottobre 1989 5ª giornata | Cittadella | 0 – 0 | Centese |  |

| 22 ottobre 1989 6ª giornata | Legnano | 0 – 0 | Cittadella |  |

| 29 ottobre 1989 7ª giornata | Cittadella | 0 – 1 | Valdagno |  |

| 5 novembre 1989 8ª giornata | Sassuolo | 1 – 2 | Cittadella |  |

| 12 novembre 1989 9ª giornata | Cittadella | 3 – 1 | Ospitaletto |  |

| 19 novembre 1989 10ª giornata | Juventus Domo | 0 – 0 | Cittadella |  |

| 26 novembre 1989 11ª giornata | Cittadella | 1 – 0 | Ravenna |  |

| 3 dicembre 1989 12ª giornata | Cittadella | 1 – 4 | Orceana |  |

| 10 dicembre 1989 13ª giornata | Solbiatese | 1 – 1 | Cittadella |  |

| 17 dicembre 1989 14ª giornata | Cittadella | 1 – 2 | Pergocrema |  |

| 30 dicembre 1989 15ª giornata | Suzzara | 2 – 0 | Cittadella |  |

| 7 gennaio 1990 16ª giornata | Cittadella | 0 – 0 | Varese |  |

| 14 gennaio 1990 17ª giornata | Pro Sesto | 0 – 0 | Cittadella |  |

#### Girone di ritorno
| 28 gennaio 1990 18ª giornata | Palazzolo | 2 – 2 | Cittadella |  |

| 4 febbraio 1990 19ª giornata | Cittadella | 1 – 1 | SPAL |  |

| 11 febbraio 1990 20ª giornata | Virescit Bergamo | 0 – 0 | Cittadella |  |

| 18 febbraio 1990 21ª giornata | Cittadella | 0 – 0 | Treviso |  |

| 4 marzo 1990 22ª giornata | Centese | 0 – 0 | Cittadella |  |

| 11 marzo 1990 23ª giornata | Cittadella | 0 – 0 | Legnano |  |

| 18 marzo 1990 24ª giornata | Valdagno | 0 – 0 | Cittadella |  |

| 25 marzo 1990 25ª giornata | Cittadella | 0 – 0 | Sassuolo |  |

| 1º aprile 1990 26ª giornata | Ospitaletto | 0 – 0 | Cittadella |  |

| 8 aprile 1990 27ª giornata | Cittadella | 1 – 1 | Juventus Domo |  |

| 14 aprile 1990 28ª giornata | Ravenna | 1 – 1 | Cittadella |  |

| 29 aprile 1990 29ª giornata | Orceana | 0 – 1 | Cittadella |  |

| 6 maggio 1990 30ª giornata | Cittadella | 1 – 0 | Solbiatese |  |

| 13 maggio 1990 31ª giornata | Pergocrema | 2 – 2 | Cittadella |  |

| 20 maggio 1990 32ª giornata | Cittadella | 0 – 0 | Suzzara |  |

| 27 maggio 1990 33ª giornata | Varese | 1 – 0 | Cittadella |  |

| 3 giugno 1990 34ª giornata | Cittadella | 0 – 1 | Pro Sesto |  |